# Signoria

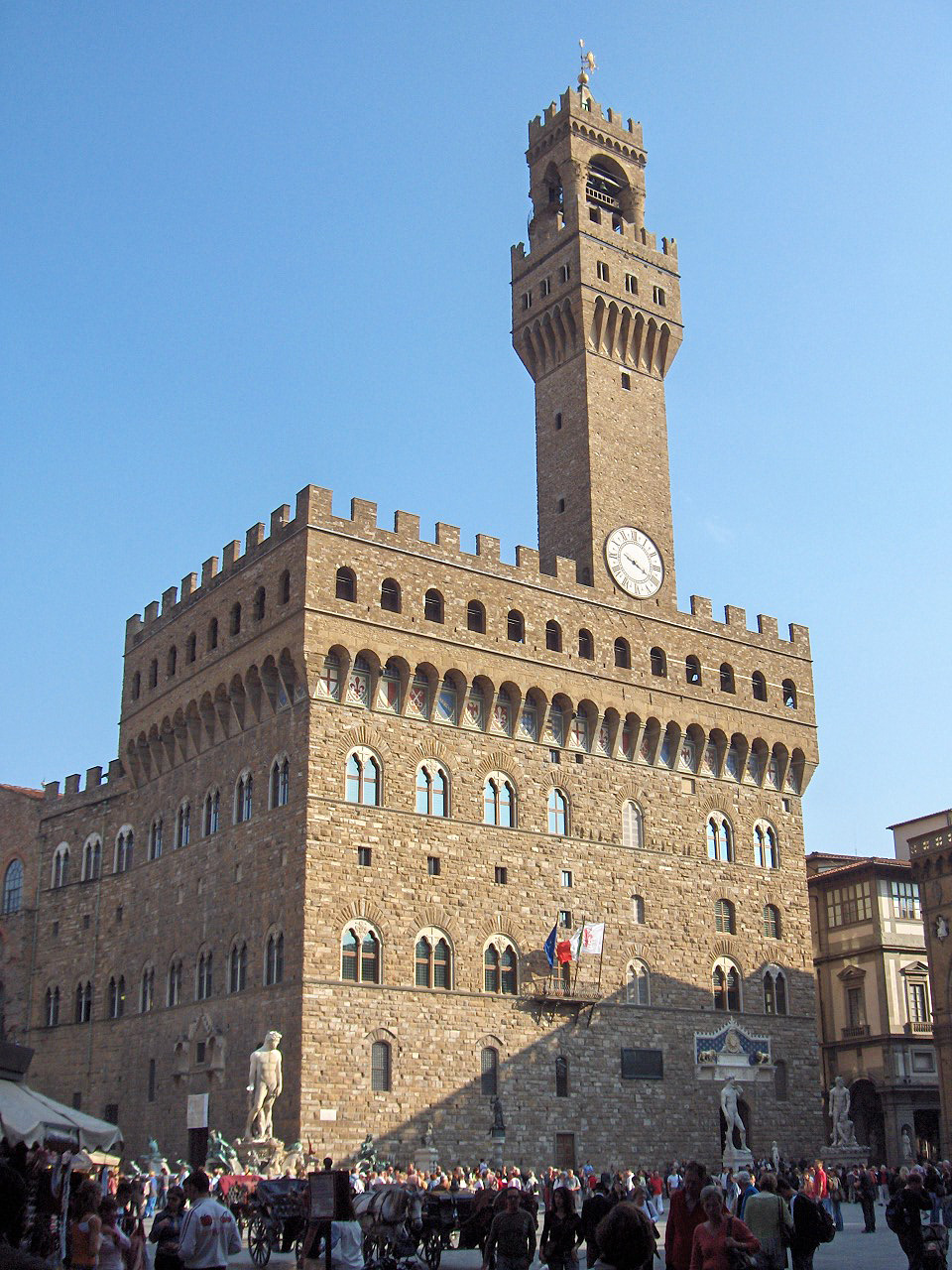
O Palazzo della Signoria de Florença.

A Signoria (em português, Senhoria) foi uma magistratura e uma forma de governo em vigor em muitas comunas italianas.
Surgiu no fim do século XIII e se caracterizava pela concentração temporária de poderes excepcionais nas mãos de um único indivíduo, mas os motivos que levaram à sua criação não são claros. Pode ter sido entendida como uma maneira de facilitar o governo das comunas, que eram governadas por Conselhos coletivos que muitas vezes se polarizavam em duas facções rivais de poder equivalente, tornando o governo caótico, turbulento e ineficaz. Pode também ter sido uma evolução de outras funções de importância principal como a de podestà e Capitão do Povo (Capitano del Popolo). Contudo, essa magistratura podia impor leis e decretos, frequentemente entrava em conflito com os Conselhos, podendo anular suas deliberações, e não raro fazia sua autoridade valer através da violência, saindo do controle dos cidadãos.
Alguns signori desejaram ampliar seus poderes para outras comunas, muitas vezes conseguindo, legitimados pelo Império, que lhes outorgava o título de vigários imperiais, e também passando a tornar vitalícia e depois hereditária esta função, sendo a origem de muitas dinastias governantes. Este processo está relacionado à formação do senhorialismo medieval, embora seja distinto em vários aspectos e específico da história da Itália.